# NGC 4400
NGC 4400 ist eine H-II-Region mit einer riesigen Sternassoziation in der Balkenspiralgalaxie NGC 4395. Sie wurde am 13. April 1850 von dem irischen Astronomen George Johnstone Stoney, einem Assistenten von William Parsons, entdeckt.